# یشیوایی

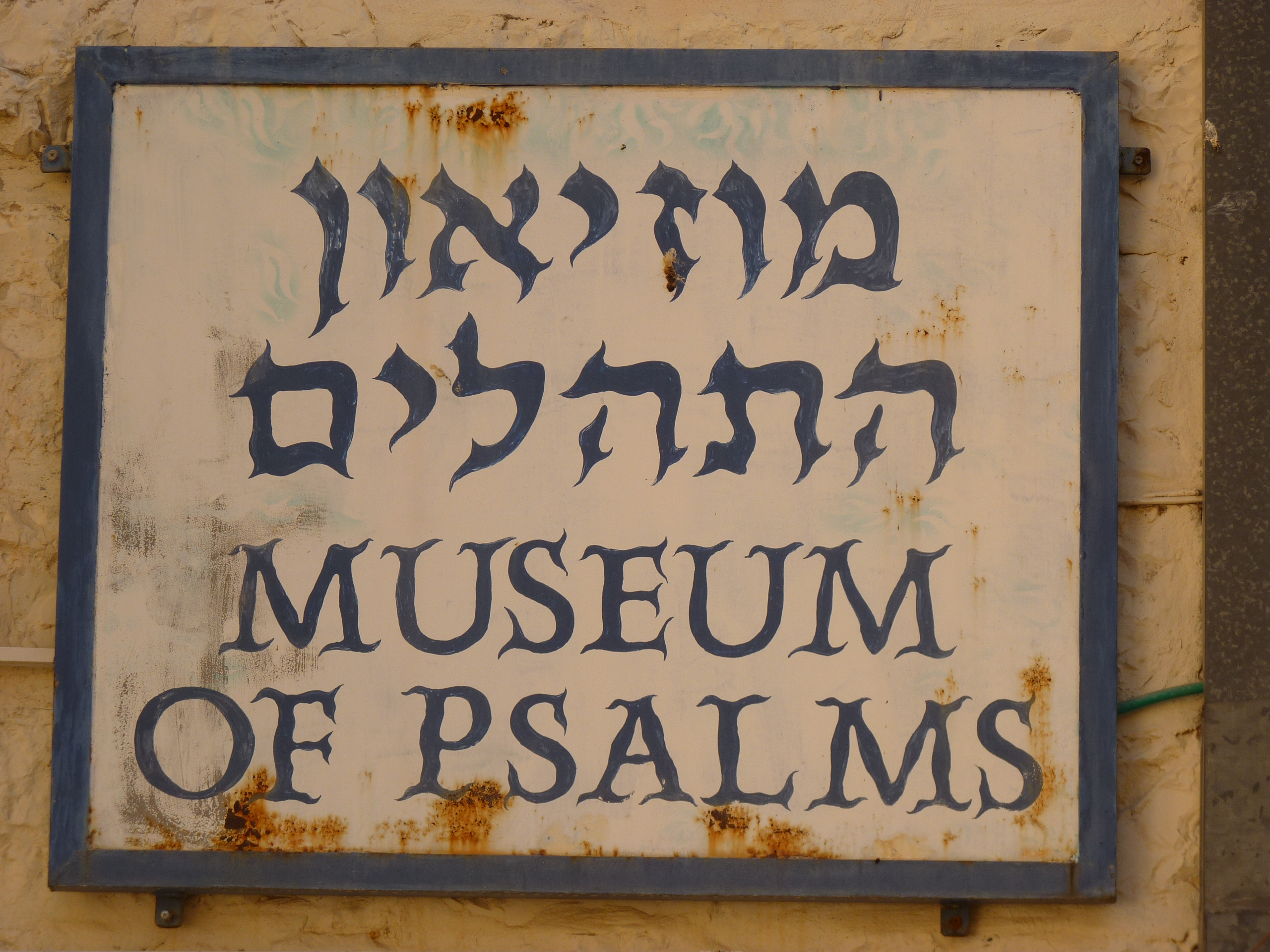
متن انگلیسی-عبری در اورشلیم

یشیوایی (انگلیسی: Yeshivish) یک گویش اجتماعی از زبان انگلیسی است که توسط دانش آموزان یشیوا و سایر یهودیان با ارتباط قوی با دنیای یهودیت ارتدکس صحبت می‌شود.
«یشیوایی» ممکن است به یهودیان غیر یهودیت حسیدی و حریدی نیز اشاره داشته باشد.